# Natriumdiuranaat
Natriumdiuranaat (Na2U2O7) is een natriumzout van uranium, dat meestal als hexahydraat voorkomt (Na2U2O7 · 6 H2O). De stof komt voor als een geel-oranje poeder, dat slecht oplosbaar is in water. Het werd in het verleden veel gebruikt om uraniumglas te maken.